# Helina eurymetopa
Helina eurymetopa är en tvåvingeart som beskrevs av Fritz Isidore van Emden 1965. Helina eurymetopa ingår i släktet Helina och familjen husflugor.
Artens utbredningsområde är Myanmar. Inga underarter finns listade i Catalogue of Life.